# I figli della mezzanotte (film)
I figli della mezzanotte (Midnight's Children) è un film del 2012 diretto da Deepa Mehta e tratto dall'omonimo romanzo di Salman Rushdie.

## Trama
Il film inizia con la narrazione di Saleem Sinai, protagonista della storia, che spiega come il nonno Aadam Aziz, giovane medico che aveva studiato in Europa, aveva incontrato sua nonna Naseem quando nel 1917 vivevano sulle rive del lago Dal nel Kashmir. Aziz va più volte a casa di Naseem per visitarla ma può solo analizzarla attraverso un buco in un lenzuolo disteso come una cortina per proteggerla dal suo sguardo. Alla fine Aziz la sposa ma pretende che non porti il velo in quanto preferisce che viva secondo le maniere occidentali. Si trasferiscono ad Agra dove Aziz segue Mian Abdullah che vuole un'India indipendente ma senza divisioni col Pakistan. Quest'ultimo viene assassinato e l'unico testimone, il segretario Nadir Khan, si rifugia a casa di Aziz che riesce con difficoltà a convincere la moglie e le figlie Emerald, Alia e Mumtaz a nasconderlo. Mumtaz, che sarà poi la madre di Saleem Sinai, se ne occupa e passa molto tempo con il giovane che vive nascosto in cantina fino a sposarlo. La situazione degrada quando Emerald chiama l'esercito perché viene a sapere che la sorella è rimasta vergine nonostante il matrimonio, allora Nadir Khan fugge abbandonando Mumtaz. Alla fine Emerald sposa il maggiore Zulfikar e Mumtaz si lega a Ahmed Sinai, su cui aveva invece puntato la sorella Alia. Mumtaz, che sposa e la porta a Bombay, quindi comprano Villa Buckingam da William Methwold, che la lascia per l'indipendenza dell'India. In villa viene spesso il cantastorie Wee Willie Winkie con la moglie Vanita a raccogliere qualche soldo ma in verità è Methwold che lo vuole perché ne approfitta sessualmente di Vanita. Vanita resta incinta come lo è anche Mumtaz Sinai.
A Bombay il 15 agosto 1947 a mezzanotte veniva dichiarata l'indipendenza dell'India dal Regno Unito e nello stesso momento nascevano Saleem Sinai, figlio di Mumtaz Sinai, e Shiva, figlio di Vanita, che muore durante il parto. Un'infermiera, Mary Pereira, decide di scambiare i due bambini perché è convinta di compiere un atto di giustizia sociale. Questo, però, andrà solo a generare una catena infinita di equivoci e le vicende dei due "figli della mezzanotte" si intrecceranno di continuo con quello dell'India.
Mary si propone come tata per Saleem Sinai (il vero Shiva) ma continua anche a vedere Shiva (il vero Saleem Sinai) quando viene con il padre Wee Willie Winkie a cantare a palazzo. Il padre di Saleem Sinai subisce un duro colpo quando l'India decide di congelare tutti i beni dei musulmani tra cui quelli di Ahmed Sinai.
Saleem Sinai inizia a seguire la madre che incontra ancora Nadir Khan che si rifà vivo dopo molti anni. Intanto Saleem Sinai inizia anche a sentire delle voci nella sua testa e sono le voci di chi è nato il 15 agosto 1947 durante la prima ora subito del giorno. Lui ha il potere di tenere tutti insieme mentre Shiva ha il potere di essere un guerriero.
Durante un incidente si viene a scoprire che Saleem Sinai ha un gruppo sanguigno diverso da quello dei genitori e il padre inizia a rifiutarlo per cui viene ospitato dalla zia Emerald che vive in Pakistan.
Nel 1964 Saleem ritorna ai genitori che sono ospiti della zia Alia a Karachi, ma il ricongiungimento non ha successo fino a che Mary Pereira non confessa la verità lasciando tutti sconvolti. Il padre Ahmed lo ripudia mentre la madre conferma il suo legame e amore per Saleem.
Giunge la guerra indo-pakistana del 1965 in cui Saleem perde tutta la sua famiglia in seguito ad una bomba che distrugge la sua casa. Colpito alla testa, perde la memoria e cade in coma per svegliarsi alla guerra indo-pakistana del 1971 che porta alla nascita del Bangladesh. Dopo la vittoria dell'India Saleem incontra Parvati, anche lei figlia della mezzanotte, che lo aiuta a fuggire a Delhi ma lo porta a vivere nei bassifondi mentre Shiva è acclamato eroe della guerra. Saleem e Pravati si sposano quando lei attende un figlio da un incontro fugace con Shiva. Durante lo stato di emergenza indetto da Indira Gandhi Saleem viene catturato da Shiva e torturato e con lui tutti i figli della mezzanotte che vengono considerati un pericolo per l'India.
Alla caduta del governo Gandhi, i figli della mezzanotte vengono liberati e Saleem va alla ricerca di Parvati.

## Produzione
Nel 2008, Mehta e Salman Rushdie decisero di collaborare insieme ad un film. All'inizio Mehta voleva adattare il suo romanzo Shalimar il clown, ma alla fine optò invece per I figli della mezzanotte. Rushdie impiegò i due anni seguenti a trasformare le 600 pagine del libro in una sceneggiatura di 130 pagine. Rushdie disse in un'intervista alla BBC di aver venduto i diritti del film per un dollaro.
La scelta del cast iniziò all'inizio del 2010. Per il ruolo del protagonista Saleem Sinai, Mehta voleva Imran Khan, ma il compenso richiesto dall'attore era al di fuori del budget del film. Scelse quindi l'attore britannico Satya Bhabha dopo aver visto il video di una sua interpretazione. Kangana Ranaut e Rani Mukerji furono originariamente pensati per i ruoli di Emerald e Amina, ma entrambi furono sostituiti a causa di conflitti di programmazione. Anche Irrfan Khan fu costretto a lasciare il progetto a causa dei suoi impegni in Vita di Pi e Nandita Das lasciò le riprese dopo aver avuto il suo primo figlio. Rahul Bose (che era stato precedentemente proposto per il ruolo di Saleem in una versione mai realizzata della BBC) venne scelto per il ruolo del marito di Emerald, Zulfikar e Shabana Azmi venne scelta nel ruolo della nonna di Saleem, Naseem.
Le principali riprese del film hanno avuto luogo a Colombo, nello Sri Lanka, nel febbraio 2011. La location è stata tenuta segreta perché la regista temeva proteste da parte dei gruppi fondamentalisti islamici se il film fosse stato girato in Pakistan e quelle del Congresso Nazionale Indiano e dei fedeli della famiglia Gandhi se fosse stato girato a Mumbai.